# Poly Dolphin
Poly Dolphin（ポリドルフィン）は、日本の音楽家、ブロガー、電子音楽のアーティスト。主に作曲（特に器楽曲）を手掛ける。
2006年3月29日から音楽活動を始めた音楽家であるBun-Chanのアーティスト別名義。
2022年から本格的にブログ活動も始める。

## 来歴
2016年、The Polyphonic Dolphin名義で、シングル「Voice」リリース（既に廃盤）。
The Polyphonic Dolphinの本来の意味は、「和音で鳴けるイルカ」のようなもの。間も無く名義をPoly Dolphinに改め現在に至る。基本的にテクノアーティストながら、SoundCloud、muzie以外で初めて公式に世に出した作品は、2016年「EDM Crush EP」（現在廃盤）という狭義のEDM作品であった。しかし、それ以降狭義のEDM作品は未発売。同EPでは、ハイレゾ音源も販売。以降は、ハイレゾでの販売をしていなかった。しかし、2023年5月6日の、LIVE# Vol.1だけハイレゾ販売が復活している。2016年発売「Crossover Sound」（現在廃盤）は、テクノ系とロック系のクロスオーバーを目指したが、この試みは同作のみで終了、テクノへと回帰した。次作「The Best of Poly Dolphin」は、Poly Dolphin初ベスト・アルバムで、Amazon co.jpにてCDパッケージが約2年間販売販売されたがストリーミング配信は無かった。
レーベル名は基本的に全て「Modern Tech Records」。但し「EDM Crush EP」「Dorian Mode Techno Concept」「Independent Way」三作品は「©Poly Dolphin」と表記されていた。現在Beatportで配信されている作品群のレーベル名は、DistroKidのため若干レーベル名関連は不統一。後述の「LIVE# Vol.1」に限っては、Beatportでのレーベル名は「RouteR」になっている。
2023年1月22日に、音楽制作活動を再開する。3月14日にLIVE#シリーズの制作を開始。翌15日、YouTube「Poly Dolphin」チャンネルで6年ぶりにLIVE#シリーズのメイキング動画を公開開始。5月6日にアルバム「LIVE# Vol.1」を発表。その後、年内はこれを含めて、7つアルバムを発表した。
2024年8月に、「HOME BEATS」をリリースして、現在に至る。

## 人物
- 書評、映画評、AIグラビア、日記などを、ブログで公開している。
- 東京大学在学中に旧制度司法試験に合格。

## 作品
2016年(全て廃盤)
- EDM Crush EP
- Dorian Mode Techno Concept (※ア)
- Mode Techno Concept (※イ)
- Lydian Mode Minimal Techno Concept (※ウ)
- Endless Fire: Lydian Mode Techno Concept (※エ)
- Mode Techno Concept "Mixolydian" EP (※オ)
- Poly Dolphin Presents "My Favorites in the 2016 Autumn"
- New Opposition (※カ)
- Mode Techno Again -Modal and Nonmodal- (※キ)
- Get It (※ク)
- Crossover Sound
- The Best of Poly Dolphin

2017年(全て廃盤)
- Coffee Break (※ケ)
- Knifelike Ice (※コ)
- Independent Way (※サ)

2018年(全て廃盤)
- Work 2016-2017 (※シ)
- Sparkler EP (※ス)
- Poly Dolphin

2019年
- Dorian Mode Techno Concept (Reissue) (※アと同じ)
- Mode Concept (Reissue) (※イと同じ)
- Lydian Mode Concept (Reissue) (※ウと同じ)
- Endless Fire Sound of Lydian Mode (Reissue) (※エと同じ)
- Mixolydian Mode Concept (Reissue) (※オと同じ)
- New Opposition (Reissue) (※カと同じ)
- Mode Again Modal and Nonmodal (Reissue) (※キと同じ)
- Get It (Reissue) (※クと同じ)
- Coffee Break (Reissue) (※ケと同じ)
- Knifelike Ice (Reissue) (※コと同じ)
- Independent Way Remastered (Reissue) (※サのリマスター盤)
- Work, 1st 2 Years (Reissue) (※シと同じ)
- Sparkler EP (Reissue) (※スと同じ)

2020年1月15日
- Made Only With Smart Phone

2022年2月15日
- From "Poly Dolphin" (Bun-Chan Presents Very Best of Poly Dolphin) (廃盤)

2023年5月6日
- LIVE# Vol.1

2023年5月28日
- LIVE# Selection Vol.1

2023年6月3日
- LIVE# Vol.2

2023年6月13日
- The New Order in Asia
- The New Order in Asia (JIGOKU Ver.)

2023年11月4日
- From Poly Dolphin (The Very Best of) (2023 Remastered)

2023年11月24日
- TOKYO

2024年3月15日
- Home Loop Beats

2024年5月24日
- SPARK ROCK

2024年7月19日
- Sound Sketch

2024年7月26日
- Sound Sketch 2

2024年8月23日
- HOME BEATS

2025年1月24日
- Theta Relax & Create (Binaural)